# ワールドサッカー ウイニングイレブン 2009
『ワールドサッカー ウイニングイレブン 2009』（英語表記：WORLD SOCCER Winning Eleven 2009、欧州名：Pro Evolution Soccer 2009）とは、コナミデジタルエンタテインメントから発売されたウイイレシリーズの13作目（PS（2000も含む。）、PS2、PS3の通算。Jリーグ版、ファイナルエヴォリューションなどは除く）。略称は『ウイイレ 2009』。Wii版のタイトルは日本国内版のみ『ウイニングイレブン プレーメーカー2009』となっている（海外版は他機種と共通）。

## 概要
イメージキャラクターはメッシ。前作に引き続き、実況はジョン・カビラ、解説者は北澤豪と福田正博、ピッチレポーターはフローラン・ダバディー（PS2版は解説に福田は登場せず  PSP版は実況非搭載）。尚、ヨーロッパで発売されたワールドサッカーウイニングイレブン2009はファンタジスタモードがある。

## 新要素
UEFAチャンピオンズリーグモード
UEFAと契約したことで欧州最高峰の舞台をサッカーゲームで実現した。アンセム(大会テーマソング)、大会公式ボール、大会公式スポンサーの看板、テロップ（経過時間表示やチーム名略記）などを忠実に再現している（PS3版のみ  PS2/PSP版非对応）。
BECOME A LEGEND / LEGEND
自分がつくったオリジナル選手だけを操作して、プロサッカー選手を体験するBECOME A LEGEND（ビカム・ア・レジェンド）と、ここで育成した選手をネットワークに参加するLEGENDを搭載（Wii版非対応）。
モーション・AI
特にAIは前作より強化したことで、よりリアルな操作が可能になった。
操作体系の見直し
アクション系の操作を左スティックに集約したことで、前作のように右スティックボタンを押し込む操作がなくなり、スピーディーな操作を実現した。
ゲームデータダウンロード
目まぐるしく変化する欧州の移籍情報に対応（PS3/Xbox 360）。
エディット
応援歌の挿入はPS3版のみ
シアター・オブ・レジェンズ
2008年12月9日に配信されるバッチファイルを適用することで選択可能（PS3/Xbox 360）。

## ゲームモード
- UEFAチャンピオンズリーグモード
- マスターリーグ
- エディット
  - 選手情報の編集、オリジナル選手の作成が行える。
- ネットワーク
  - インターネット環境を利用し、全国のプレイヤーとオンラインで対戦できるモード。なお、『PES 2008』を所有する海外在住のユーザーとの対戦は、権利関係（欧州版では実名のクラブが日本版では実名では無い。又はその逆）の問題などが有り対戦できない。また、PS3版を中古で購入した場合、オンラインが対戦できないことがある。これはPS3版のみオンライン認証があるためで、以前の持ち主がオンラインに一度でも繋いだことがある場合、他のPS3本体ではオンラインに繋ぐことができない。
- BECOME A LEGEND
- LEGEND
- エキシビジョン
  - 試合前に、簡単な設定を行うだけで対人戦や対CPU戦を楽しむことができる。操作するチームはクラブチーム、代表チーム共に可能。
- リーグ
  - 操作するチームを自由に選び、リーグ戦を戦い抜くモード。
- カップ
  - 試合方式の異なる様々な種類のカップ戦を選択することができ、トーナメント方式で優勝を目指して戦うモード。
- トレーニング
  - フリートレーニング（紅白戦）や、ステップアップトレーニングなどが選択でき、初心者から上級者まで特訓できる。
- ギャラリー
  - 大会などで勝ち取ったカップやセーブしたリプレイなどを見ることができるモード。また試合で特定の条件を満たすことで手に入れた称号も確認できる。

## ライセンス

### 代表チーム
太字はライセンス取得チーム
- ヨーロッパ
  - オーストリア
  - ベルギー
  - ブルガリア（偽名）
  - クロアチア
  - チェコ
  - デンマーク
  - イングランド
  - フィンランド
  - フランス
  - ドイツ（偽名）
  - ギリシャ
  - ハンガリー
  - アイルランド
  - イスラエル
  - イタリア
  - オランダ
  - 北アイルランド
  - ノルウェー
  - ポーランド
  - ポルトガル
  - ルーマニア
  - ロシア
  - スコットランド
  - セルビア（偽名）
  - スロバキア（偽名）
  - スロベニア
  - スペイン
  - スウェーデン
  - スイス
  - トルコ
  - ウクライナ
  - ウェールズ（偽名）
- アフリカ
  - カメルーン
  - コートジボワール
  - エジプト
  - ガーナ
  - ナイジェリア
  - セネガル（偽名）
  - 南アフリカ
  - チュニジア（偽名）
- 北・中・南米
  - カナダ（偽名）
  - コスタリカ（偽名）
  - メキシコ
  - アメリカ（偽名）
  - アルゼンチン
  - ブラジル
  - チリ
  - コロンビア
  - エクアドル
  - パラグアイ
  - ペルー
  - ウルグアイ
- アジア・オセアニア
  - オーストラリア
  - 中国（偽名）
  - イラン（偽名）
  - 日本
  - サウジアラビア（偽名）
  - 韓国
  - タイ（偽名）
  - ＵＡＥ（偽名）

### クラブチーム
- リーガ・エスパニョーラ
  - 一部クラブ実名
- セリエA
  - 全クラブ実名
- リーグ・アン
  - 全クラブ実名
- プレミアリーグ
  - リヴァプールFC、マンチェスター・ユナイテッドFCのみ実名。ただし、リーグの他チームも、選手名は実名。
- エールディヴィジ
  - 全クラブ実名
- スコティッシュ・プレミアリーグ
  - セルティックFC、グラスゴー・レンジャーズFCが実名で登場。

この他にも FCバーゼル、 フェネルバフチェ、 インテルナシオナウ、 CAリーベル・プレートが実名で登場。

## ウイニングイレブン プレーメーカー2009
ウイニングイレブンプレーメーカー2008の項の、操作性に関する説明も参照してください。
PM2008の操作に改良・調整が加えられたほか、マスターリーグがWii版で初めて追加された。ニンテンドーWi-Fiコネクションでは、2009年2月時点の冬の移籍データを更新できたり、フレンドコードを交換したプレイヤーなどと対戦できる。
クラシックコントローラを用いた従来型の操作（ウイイレスタイル）にも対応したが、本作の特徴であるプレイメーカースタイル（Wiiリモコン&ヌンチャクによる操作）との同時プレイは協力プレイのみで、異なる操作スタイル同士の対戦は『ウイニングイレブン プレーメーカー2010 蒼き侍の挑戦』まで解禁されなかった。

## その他
- 2008年11月21日 - 全国にあるアディダスショップ（直営店10店舗）と、スポーツショップKAMO（13店舗）にて5,000円以上の商品を購入した際に、PlayStation 3版『ワールドサッカー ウイニングイレブン2009体験版 adidas edition』を、プレゼントするキャンペーンを実施[2]。Blu-ray Discの体験版を配布するのは日本初の試み。